# Rancasari (Lelea)
Rancasari is een bestuurslaag in het regentschap Indramayu van de provincie West-Java, Indonesië. Rancasari telt 3024 inwoners (volkstelling 2010).